# Biblioteca Palacio Los Serrano
La Biblioteca Palacio Los Serrano se encuentra situada en el Palacio de los Serrano de Ávila (España).

## Historia
Este palacio, llamado antiguamente Mansión señorial de los Serranos, haciendo clara alusión al origen geográfico de los primeros dueños, es un edificio que data del siglo XVI (1555), perteneció a la noble familia de los Serrano, primero a los fundadores Per Álvarez de Serrano y Dña Leonor Zapata, más tarde a sus descendientes. Ha tenido diferentes usos a lo largo del tiempo: como salas de actividades de la Jefatura Provincial del Movimiento de la Sección Femenina, sede del Gobierno Civil, fue una de las primeras sedes de la Caja de Ahorros y Monte de Piedad de Ávila, sede la Excma. Diputación de Ávila, y actualmente Espacio Cultural de Caja de Ávila.
Ha sido rehabilitado y galardonado con el premio BEX Award 2006 e inaugurado oficialmente el 30 de octubre de 2003 por su majestad D. Juan Carlos I. Hoy en día es un Espacio Cultural que acoge talleres de formación que abarcan desde la literatura hasta la informática, pasando por talleres de plástica, medio ambiente, grabado, etc… Posee un auditorio, cafetería, más de 1000 metros cuadrados de salas destinadas a exposiciones, tienda, zona de reuniones y biblioteca.

## Servicios
La Biblioteca está ubicada en la segunda planta de este singular edificio, cuenta a su vez con tres salas y dos plantas y con un fondo especializado de más de 14.000 volúmenes entre libros y material audiovisual, así como 2 ordenadores para la consulta de Internet. Situada en la Plaza de Italia, acoge solo a una decena de estudiantes e investigadores debido a su escaso horario de atención.
El catálogo es automatizado y accesible vía Internet. A través de él se pueden localizar las publicaciones de las diferentes materias que acoge la biblioteca: derecho, idiomas. ingeniería, medio ambiente, ciencias religiosas, psicología, arte, historia, física, química, turismo, etc…Cabe destacar también el fondo local, con libros y audiovisuales cuya temática es Ávila y Castilla y León.
Ofrece distintos servicios, tanto presenciales, como electrónicos, entre los que destacan el de Referencia Bibliográfica, consultas y sugerencias, desideratas, tablón de anuncios de empleo y becas, acceso remoto a bases de datos. Todo ello se completa con la formación continua que se facilita a los usuarios y cursos puntuales para el manejo de herramientas documentales y buscadores.